# 102
El año 102 (CII) fue un año común comenzado en sábado del calendario juliano, en vigor en aquella fecha.
En el Imperio romano el año fue nombrado «el del consulado de Urso y Sura» o menos comúnmente, como el 855 ab urbe condita, siendo su denominación como 102 a principios de la Edad Media, al establecerse el anno Domini.

## Acontecimientos
- Trajano retorna a Roma tras una exitosa campaña en Dacia. Acaba la primera guerra dacia de Trajano, que había empezado en 101.
- Trajano divide Panonia en dos porciones en algún momento entre este año y 107.
- Lucio Julio Urso Serviano y Lucio Licinio Sura son elegidos cónsules.

## Fallecimientos
- Papa Clemente I (fecha usualmente aceptada según la tradición católica)
- Ban Chao, general chino.